# Danijel Furtula
Danijel Furtula (ur. 31 lipca 1992) – czarnogórski lekkoatleta specjalizujący się w rzucie dyskiem.
Zdobywał medale mistrzostw krajów bałkańskich w gronie juniorów młodszych oraz juniorów. Tuż za podium – na czwartym miejscu – zakończył udział w festiwalu młodzieży w Tampere (2009). W 2010 był dwunasty na mistrzostwach świata juniorów, a w kolejnym sezonie zdobył w Tallinnie srebrny medal mistrzostw Europy juniorów. W 2013 w Mersin sięgnął po brąz igrzysk śródziemnomorskich, a w Tampere stanął na najniższym stopniu podium młodzieżowych mistrzostw Starego Kontynentu. Reprezentant Czarnogóry w drużynowych mistrzostwach Europy. Uczestnik mistrzostw Europy w Amsterdamie (2016), w których odpadł w eliminacjach.
Okazjonalnie startuje także w pchnięciu kulą – w tej konkurencji m.in. odpadł w eliminacjach mistrzostw świata juniorów młodszych w 2009, był finalistą mistrzostw Europy juniorów w 2011, a w 2013 zajął drugie miejsce w kategorii młodzieżowców na zimowym pucharze Europy w rzutach.

## Rekordy życiowe
- rzut dyskiem seniorskim – 65,59 (10 kwietnia 2021, Bar) rekord Czarnogóry seniorów
- pchnięcie kulą (7,26 kg) – 18,46 (1 czerwca 2013, Zagrzeb) były rekord Czarnogóry seniorów

24 lipca 2011 w Tallinnie wynikiem 63,54 ustanowił juniorski rekord Czarnogóry dyskiem o wadze 1,75 kg. Furtula jest także byłym juniorskim rekordzistą swojego kraju w pchnięciu kulą o wadze 6 kilogramów – 19,38 w 2011.

## Osiągnięcia
| Rok  | Impreza                                           | Miejsce               | Pozycja           | Wynik |
| ---- | ------------------------------------------------- | --------------------- | ----------------- | ----- |
| 2009 | Letni festiwal młodzieży Europy                   | Tampere               | 4. miejsce        | 56,32 |
| 2009 | Mistrzostwa krajów bałkańskich juniorów młodszych | Ankara                | 1. miejsce        | 58,56 |
| 2009 | Mistrzostwa krajów bałkańskich juniorów           | Beocja                | 2. miejsce        | 54,90 |
| 2010 | Mistrzostwa świata juniorów                       | Moncton               | 12. miejsce       | 54,64 |
| 2011 | III liga drużynowych mistrzostw Europy            | Reykjavík             | 3. miejsce        | 53,97 |
| 2011 | Mistrzostwa Europy juniorów                       | Tallinn               | 2. miejsce        | 63,54 |
| 2012 | Zimowy puchar Europy w rzutach                    | Bar                   | 1. miejsce U23    | 60,24 |
| 2012 | Mistrzostwa Europy                                | Helsinki              | el. – 19. miejsce | 60,18 |
| 2012 | Igrzyska olimpijskie                              | Londyn                | el. – 38. miejsce | 57,48 |
| 2013 | Zimowy puchar Europy w rzutach                    | Castellón de la Plana | 1. miejsce U23    | 62,10 |
| 2013 | Igrzyska małych państw Europy                     | Luksemburg            | 1. miejsce        | 62,83 |
| 2013 | Igrzyska śródziemnomorskie                        | Mersin                | 3. miejsce        | 61,44 |
| 2013 | Młodzieżowe mistrzostwa Europy                    | Tampere               | 3. miejsce        | 61,61 |
| 2013 | Mistrzostwa świata                                | Moskwa                | el. – 26. miejsce | 58,28 |
| 2014 | Mistrzostwa Europy                                | Zurych                | el. – 17. miejsce | 60,23 |
| 2016 | Mistrzostwa Europy                                | Amsterdam             | el. – 15. miejsce | 63,14 |
| 2016 | Igrzyska olimpijskie                              | Rio de Janeiro        | el. –             | NM    |
| 2019 | III liga drużynowych mistrzostw Europy            | Skopje                | 1. miejsce        | 60,32 |
| 2019 | Mistrzostwa świata                                | Doha                  | el. – 18. miejsce | 62,12 |
| 2021 | Puchar Europy w rzutach                           | Split                 | 11. miejsce       | 60,06 |
| 2021 | III liga drużynowych mistrzostw Europy            | Limassol              | 2. miejsce        | 57,97 |
| 2021 | Igrzyska olimpijskie                              | Tokio                 | el. – 24. miejsce | 59,93 |
| 2022 | Igrzyska śródziemnomorskie                        | Oran                  | 3. miejsce        | 61,74 |
| 2022 | Mistrzostwa Europy                                | Monachium             | el. – 21. miejsce | 59,10 |
| 2023 | Puchar Europy w rzutach                           | Leiria                | 6. miejsce        | 61,15 |
| 2024 | Puchar Europy w rzutach                           | Leiria                | 10. miejsce       | 55,18 |
| 2024 | Mistrzostwa Europy                                | Rzym                  | el. – 30. miejsce | 57,74 |